# Halsua
Halsua (en sueco: Halso) es una localidad finlandesa fundada en 1868 en la Ostrobotnia Central situada en la morrena de Suomenselkä. Es unilingüe en finés.
Muy poco poblada, nunca ha conocido un desarrollo económico más allá que la explotación forestal. 